# Мозолевское
Мозолевское (укр. Мозолевське, до 2024 года — Першотравневое) — село, Першотравневский сельский совет, Никопольский район, Днепропетровская область, Украина.
Код КОАТУУ — 1222985201. Население по переписи 2001 года составляло 1358 человек.
Является административным центром Першотравневского сельского совета, в который, кроме того, входят сёла Захидное и Схидное.

## Географическое положение
Село Першотравневое находится на берегу пересыхающей безымянной речушки, протекающей по балке Долгая. На расстоянии в 1,5 км расположено село Захидное, в 3-х км — село Новоивановка.

## История
- 2011 год — изменён статус с посёлка на село.

## Происхождение названия
Посёлок был назван в честь праздника весны и труда Первомая, отмечаемого в различных странах 1 мая; в СССР он назывался Международным днём солидарности трудящихся.
На территории Украинской ССР имелись 50 населённых пунктов с названием Першотравневое и 27 — с названием Первомайское.

## Экономика
- Птицефабрика «Первомайская».
- ООО «Нивель-трейд».
- ООО «Першотравневое».

## Объекты социальной сферы
- Школа.
- Дом культуры.
- Амбулатория.
- Детский сад.
- Церковь.